# Saint-Erme-Outre-et-Ramecourt
Saint-Erme-Outre-et-Ramecourt – miejscowość i gmina we Francji, w regionie Hauts-de-France, w departamencie Aisne.
Według danych na styczeń 2014 roku gminę zamieszkiwało 1886 osób, a gęstość zaludnienia wynosiła 93,9 osób/km².